# Палота
Палота (рум. Palota) — село у повіті Біхор в Румунії. Входить до складу комуни Синтандрей.
Село розташоване на відстані 441 км на північний захід від Бухареста, 7 км на захід від Ораді, 138 км на захід від Клуж-Напоки.

## Населення
За даними перепису населення 2002 року у селі проживали 566 осіб.
Національний склад населення села:
| Національність | Кількість осіб | Відсоток |
| -------------- | -------------- | -------- |
| німці          | 286            | 50,5%    |
| угорці         | 144            | 25,4%    |
| румуни         | 130            | 23,0%    |

Рідною мовою назвали:
| Мова      | Кількість осіб | Відсоток |
| --------- | -------------- | -------- |
| німецька  | 275            | 48,6%    |
| угорська  | 153            | 27,0%    |
| румунська | 132            | 23,3%    |